# تلفزة تماثلية
التلفاز التماثلي أو التناظري هي تقنية تلفازية أصلية التي تستخدم الإشارات التماثلية لإرسال مقاطع الفيديو والصوتيات. في بث التلفاز التماثلي، وسطوعه، وألوانه والصوت ممثلة من قبل السعة والترددات للإشارة التماثلية.

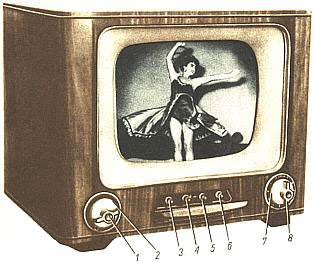
تلفاز مستقبِل إشارات تماثلية قديم أحادي اللون مع مع أزرار كبيرة للتحكم بالصوت وتغير القنوات، وأزرار صغيرة للتعديل الدقيق والسطوع والتباين وتعديل التثبيت العامودي والأفقي.

الإشارات التماثلية تختلف بنطاق مستمر باحتمالية القيم التي تعني إن الضجيج الإلكتروني والتشوش قد يكون موجود. وهكذا مع التناظر، الإشارات المعتدلة الضعيفة تصبح مشوشة.